# Węzeł płaski

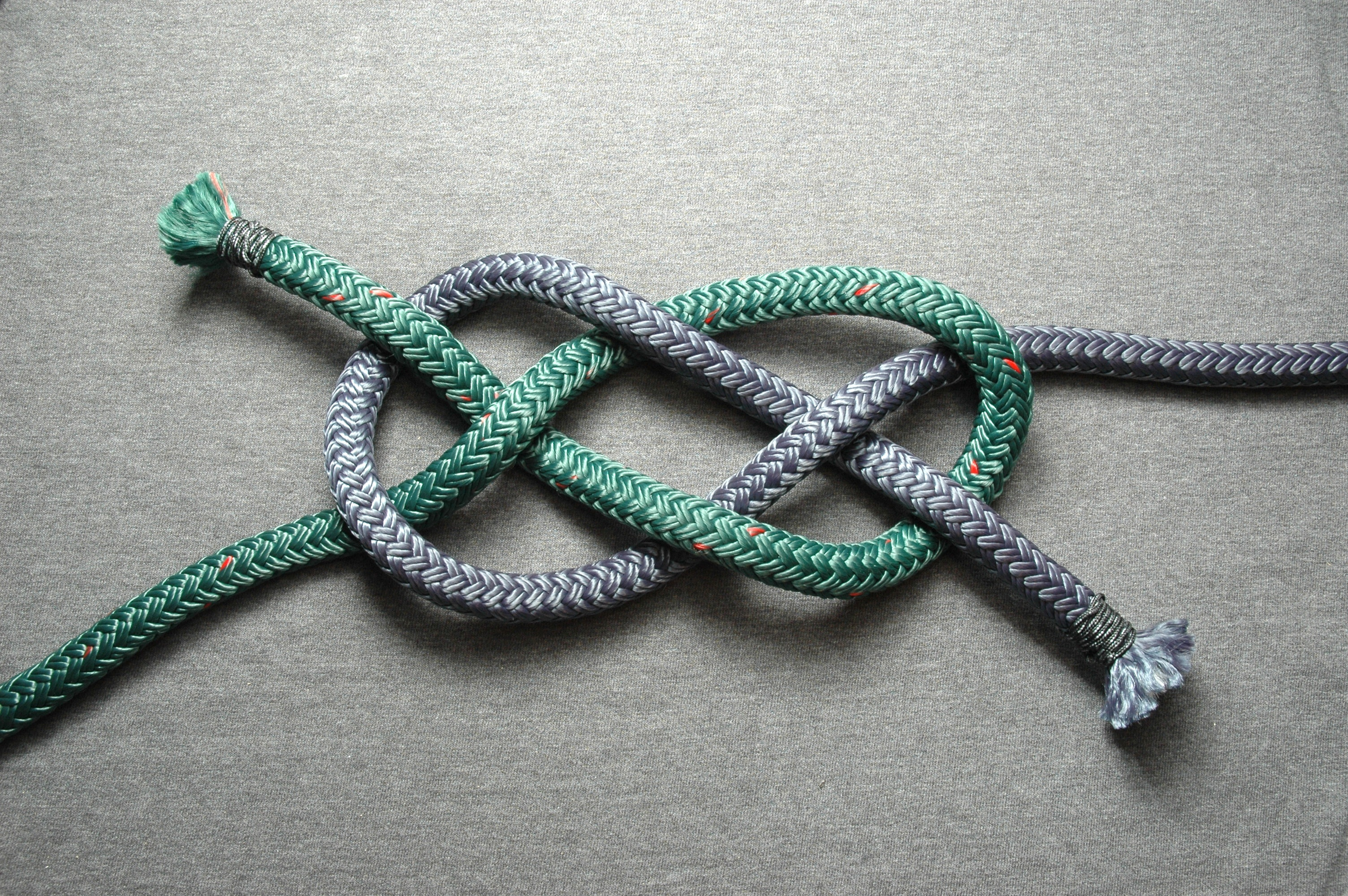
Węzeł płaski

Węzeł płaski zwany również prostym lub prostym niezabezpieczonym (nazwy te używane są również dla innego węzła, zob. węzeł prosty) – węzeł stosowany do łączenia dwóch lin - także o różnych grubościach. Dobrze działa na grubych i sztywnych linach. Stosowany w żeglarstwie; w makramie znany jest jako węzeł Józefiny.
Przy łączeniu lin o zdecydowanie różnych charakterystykach, końcówki powinny być zabezpieczone półsztykami i opaskami. Nosi wtedy nazwę prosty zabezpieczony lub płaski zabezpieczony.
Przy błędnym wiązaniu tworzy się węzeł krzyżowy, który może rozwiązać się pod obciążeniem.